# Rivula sericealis
Espèce
La Soyeuse (Rivula sericealis) est une espèce de lépidoptères (papillons) de la famille des Erebidae, commune dans plusieurs pays d'Europe.

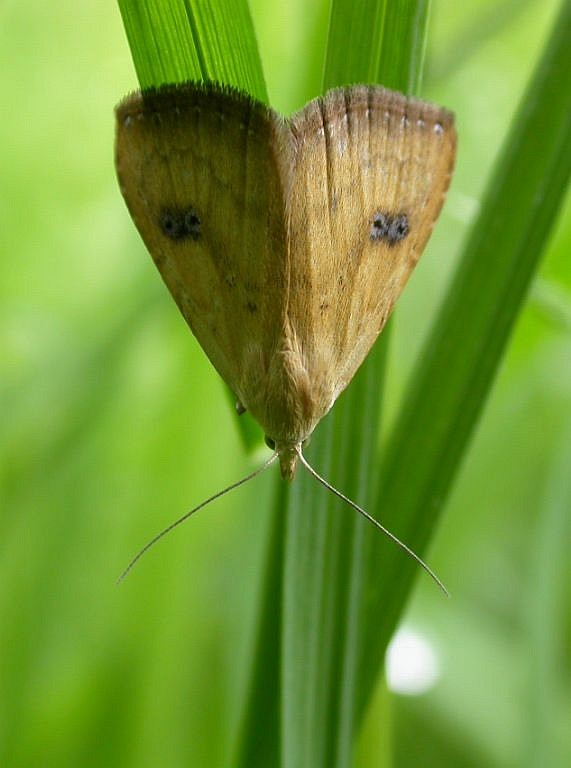

## Description

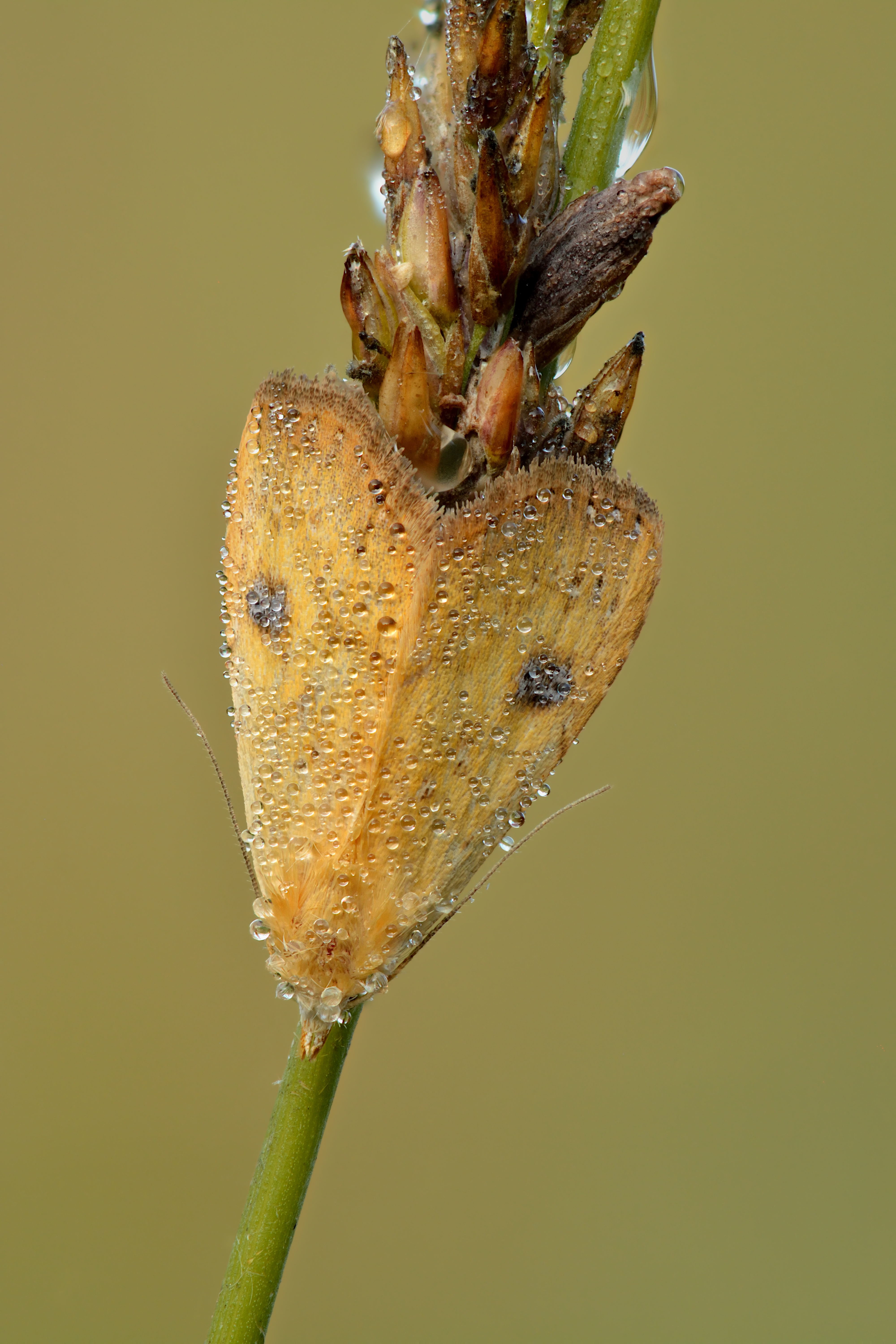
Un Rivula seicealis près de Kulna (Keila) en Estonie.

Ce papillon d'une envergure de 13 à 18 mm, est visible de mai à octobre, en plusieurs générations. 
La chenille se nourrit de diverses plantes, dont des carex, des laitues, des orties.

## Habitat
La Soyeuse occupe des habitats variés comme des lisères de forêts et des prairies humides.

## Répartition
C'est un papillon commun notamment dans le Nord de la France et en Belgique, dans le Sud de la Grande-Bretagne, en Irlande.